# 恰別利
51°9′32″N 26°55′41″E / 51.15889°N 26.92806°E
恰別利（烏克蘭語：Чабель），是烏克蘭的村落，位於該國西北部羅夫諾州，由薩爾內區負責管轄，處於波利奇納河畔，始建於1764年，面積1.203平方公里，海拔高度172米，2001年人口1,090。